# Curt Wolfgang Hergenröder
Curt Wolfgang Hergenröder (* 1955 in Wien) ist Jurist und Professor an der Johannes Gutenberg-Universität Mainz in Mainz.

## Leben
Hergenröder absolvierte ein Studium der Rechtswissenschaften sowie den juristischen Vorbereitungsdienst in Konstanz und Paris. Als Assistent von Hugo Seiter promovierte er an der FU Berlin über die internationalprivatrechtliche Problematik des Arbeitskampfes. Anschließend habilitierte er sich mit einer Arbeit über Voraussetzungen und Grenzen richterlicher Rechtsfortbildung aus prozessualer Sicht bei Dieter Heckelmann in Berlin. Nach Lehrtätigkeiten an der Universität Greifswald und der Europa-Universität Viadrina in Frankfurt (Oder) folgte er dem Ruf an die Julius-Maximilians-Universität Würzburg.
Nach einer Gastprofessur an der Universität Caen erhielt er den Ruf auf den Lehrstuhl für Bürgerliches Recht, Arbeitsrecht, Handelsrecht und Zivilprozessrecht im Fachbereich Rechts- und Wirtschaftswissenschaften an der Johannes-Gutenberg-Universität Mainz. Seine Forschungsschwerpunkte sind deutsches, europäisches und internationales Arbeits- und Zivilverfahrensrecht. Weiter ist Hergenröder wissenschaftlicher Leiter des Schuldnerfachberatungszentrums Rheinland-Pfalz.